# Капама
Капама — традиційна болгарська страва, що є обов'язковим атрибутом свята і подається гостям на весіллях, сімейних святах, а також на Новий рік. Найпоширеніша в Благоєврадській області, зокрема в містах Банско та Разлог і, через екзотичність смаку та вигляду, є досить популярною у туристів.
Страву можна готувати по-різному, але обов'язково використовується декілька видів м'яса.
Зокрема, в Банско капаму готують на чавунній сковорідці, куди для тушкування кладуть фаршировану курку або кролика, кров'янку, голубці, капусту та сало та готують.
В Шумені для приготування капами мають свій рецепт. Для страви беруть свинину, телятину та курятину, додають сало, рис та кислу (квашену) капусту. Можна також додати заздалегідь приготовані капустяні голубці та ковбасу. Для надання страві аромату та смаку використовують часник, перець (червоний та чорний), декілька лаврових листків та склянку червоного вина. На дно термостійкого посуду (використовують також глиняні горщики) викладають нарізане сало, на нього висипають половину заготовленої для капами капусти, потім м'ясо та голубці, які зверху знову покривають капустою з рисом. Додають перець, лавровий лист та заливають все це вином і водою, поки усі складники будуть покриті рідиною. Підготовлену капаму доводять до кипіння в духовці, а потім близько чотирьох годин тушкують при температурі 140—160 градусів у духовці або печі.
Якщо страву готують в горщику, зверху роблять кришку з тіста.

## Використані джерела
- Балканські мотиви [Архівовано 25 липня 2020 у Wayback Machine.]
- Новорічна капама [Архівовано 23 квітня 2016 у Wayback Machine.]